# Leichtathletik-Weltmeisterschaften 2022/Teilnehmer (Südkorea)
| Goldmedaillen | Silbermedaillen | Bronzemedaillen |
| ------------- | --------------- | --------------- |
| —             | 1               | —               |

Der Leichtathletikverband von Südkorea nahm mit drei Athleten an den Leichtathletik-Weltmeisterschaften 2022 in Eugene teil.

## Medaillengewinner
| Medaille | Athletin       | Disziplin  |
| -------- | -------------- | ---------- |
| Silber   | Woo Sang-hyeok | Hochsprung |

## Ergebnisse

### Männer

#### Laufdisziplinen
| Athlet            | Disziplin   | Vorlauf | Vorlauf | Halbfinale | Halbfinale | Finale    | Finale |
| Athlet            | Disziplin   | Zeit    | Platz   | Zeit       | Platz      | Zeit      | Platz  |
| ----------------- | ----------- | ------- | ------- | ---------- | ---------- | --------- | ------ |
| Oh Joo-han        | Marathon    |         |         |            |            | DNF       | DNF    |
| Choe Byeong-kwang | 20 km Gehen |         |         |            |            | 1:28:56 h | 34     |

#### Sprung/Wurf
| Athlet         | Disziplin  | Qualifikation | Qualifikation | Finale     | Finale |
| Athlet         | Disziplin  | Weite/Höhe    | Platz         | Weite/Höhe | Platz  |
| -------------- | ---------- | ------------- | ------------- | ---------- | ------ |
| Woo Sang-hyeok | Hochsprung | 2,28 m        | 01            | 2,35 m NR  | Silber |